# Брыло, Игорь Вячеславович
Игорь Вячеславович Брыло́ (род. 18 июня 1972, Борисов, Минская область) — белорусский государственный деятель. Министр сельского хозяйства и продовольствия Республики Беларусь (2022—2023). Кандидат сельскохозяйственных наук (2008), доцент.

## Биография
Родился 18 июня 1972 года в Борисове.
В 1996 году закончил Витебскую государственную академию ветеринарной медицины по специальности «Ветеринария». В 2008 году закончил Белорусский государственный экономический университет по специальности «Экономика и управление на предприятии». В 2015 году — Академию управления при Президенте Республики Беларусь по специальности «Государственное и местное управление».
В 1996—2006 годах работал ветеринарным врачом в Борисове (в 2004—2006 годах — начальник Борисовской городской ветеринарной станции, главный ветеринарный врач Борисова).
В 2008 защитил кандидатскую диссертацию на тему «Продуктивность коров, энергия роста телят, качество воды, нормативы водопотребления при интенсивном производстве молока и говядины».
С 2009 по 2011 год занимал ряд руководящих должностей на предприятиях Минска и Минской области.
В 2011—2013 годах — первый заместитель председателя, начальник управления сельского хозяйства и продовольствия Борисовского районного исполнительного комитета.
В 2013—2021 — заместитель Министра сельского хозяйства и продовольствия Республики Беларусь. С 2021 по 2022 год — первый заместитель Министра сельского хозяйства и продовольствия Республики Беларусь. С 10 февраля 2022 года — Министр сельского хозяйства и продовольствия Республики Беларусь, 18 февраля 2022 года был назначен уполномоченным представителем президента по Витебской области.
С июня 2021 года — член попечительского совета Белорусской федерации шахмат, в начале 2022 года покинул эту должность. В марте 2023 года стал председателем Белорусской федерации конного спорта.
22 ноября 2023 года задержан сотрудниками белорусского КГБ.
27 ноября 2023 года освобожден от должности помощника Лукашенко — инспектора по Витебской области «в связи с совершением проступка, несовместимого с нахождением на государственной гражданской службе».